# 吴侔天
吴侔天（1951年10月—），中国反兴奋剂专家，中国兴奋剂检测中心主任兼运动医学研究所副所长，中国体育科学学会副理事长，第十二届全国政协委员。